# 에스퍼맨과 우뢰매 8
에스퍼맨과 우뢰매 8은 서울동화프로덕션에서 제작된 SF 영화 시리즈이다. 모든 1편에서 8편까지 합성한 영화이다.

## 상영정보
- 비디오출시 : 1993년 3월 30일 (VHS, 서울동화프로덕션)

## 등장인물
- 심형래(형래 및 에스퍼맨 역) (성우: 김환진)
- 천은경(데일리 역)
- 엄용수(엄 박사 역)
- 우윤아
- 함신영

## 제작진
- 기획: 홍두안
- 각본·감독: 김청기